# Systeemtest
Een systeemtest is een test van een systeem, vaak een computersysteem, bestaande uit software en hardware.

## Inleiding
Een systeemtest is een test van het volledig geïntegreerde systeem, waarbij gekeken wordt of het voldoet aan de requirements. Een systeemtest is een zogenaamde blackboxtest, er is dus geen kennis vereist van de interne structuur van het te testen systeem.
De input van een systeemtest zijn al de componenten die door de integratietest gekomen zijn, inclusief de daarbij horende hardware.
Het doel van integratietests is om de onderdelen gezamenlijk te testen die daarvoor al in een unittest getest zijn. In een systeemtest wordt met name gekeken naar de onderlinge verbindingen van de software en de hardware, zaken die nog niet bij vorige tests aan de orde gekomen zijn.

## Testen van het gehele systeem
Bij een systeemtest wordt het gehele systeem getest aan de hand van de functionele specificaties en/of aan de hand van de specificaties van de informatieanalyse. Bij een systeemtest wordt "onderzoekend" getest, met als doel om het systeem onderuit te krijgen. Niet alleen het ontwerp wordt getest, maar ook de veronderstelde verwachtingen. Het doel is ook om iets meer te testen dan wat exact allemaal in de requirements staat.

## Testsoorten
De volgende testsoorten kunnen in een systeemtest gebruikt worden:
- GUI software testing
- Usability testing
- Performance testing
- Compatibility testing
- Error handling testing
- Load testing
- Volume testing
- Stresstest
- Security testing
- Scalability testing
- Sanity testing
- Smoke testing
- Exploratory testing
- Ad hoc testing
- Regressietest
- Reliability testing
- Installation testing
- Maintenance testing
- Recovery testing and failover testing.

Alhoewel verschillende organisatie verschillende tests adviseren, is het bovenstaande een goede start.